# 김자원
김자원(金子猿, ? ~ 1506년)은 조선의 내관이다. 연산군 시절, 그의 총애를 받으며 많은 전횡을 저질렀다.

## 생애
전라도 나주 출신으로 돗자리 장인의 아들로 태어났다. 성종 시절부터 내관으로 일하였으며, 1477년(성종 8) 임금이 공부를 하는 야대에서 코를 골며 잤다는 죄목으로 의금부에 감금당하고 직첩을 박탈당했다. 그러나 그 이후 임금의 명령을 출납하는 승전 내관(承傳內官)인 상전(尙傳)을 지내며 연산군의 환심을 사 그의 측근이 되었다. 1498년(연산군 4) 김일손 등의 죄를 다스려 가선대부(嘉善大夫)로 승차하였으며 연산군에게 노비나 말 등을 하사받는 등 총애를 누렸다. 사알(司謁) 고중양(高仲陽)의 딸을 아내로 맞았다.
1506년 연산군이 폐위당하면서
그도 몰락했다.
김자원의 최후에 대해서는 역사에 기록이 남아 있지 않아 여러 가지 설이 존재한다.

## 김자원을 연기한 배우들
- 박윤배 - 설중매 (MBC, 1984)
- 조정국 - 한명회 (KBS2, 1994)
- 김인문 - 연산일기(영화, 1988)
- 문혁,정호근 - 장녹수(KBS, 1995)
- 안성민 - 왕과 비(KBS, 1998~2000)
- 강재 - 왕과 나(SBS, 2007)
- 배재준 - 인수대비 (JTBC, 2011~2012)
- 박수영 - 역적 : 백성을 훔친 도적(MBC, 2017)